# Koninklijke Scholengemeenschap

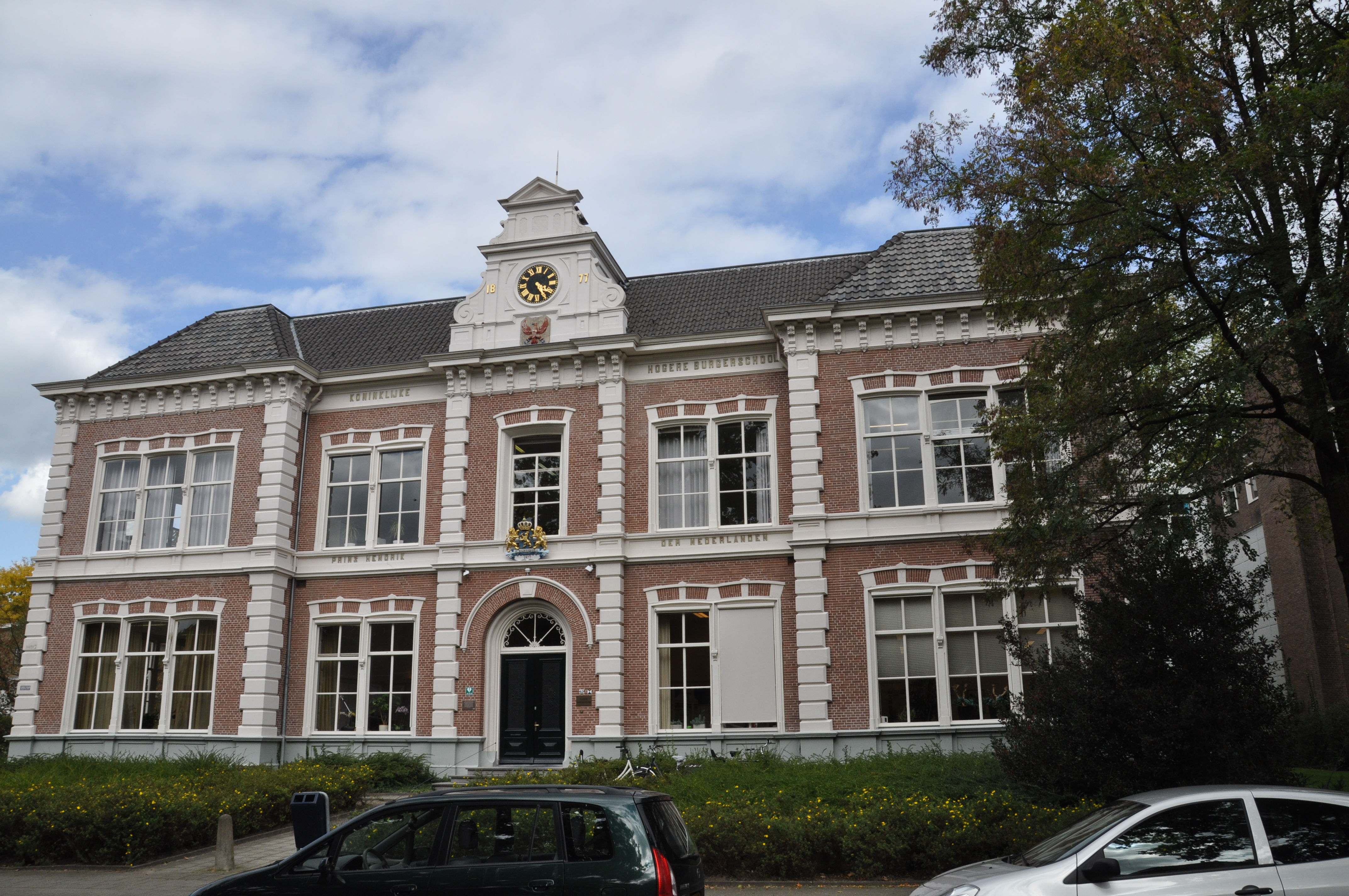
Voorgevel van het hoofdgebouw

De Koninklijke Scholengemeenschap Apeldoorn (afk. KSA of KSG) is de oudste school van de stad Apeldoorn (Gelderland). De school werd opgericht in 1877 op initiatief van koning Willem III. Het oorspronkelijke gebouw in De Parken wordt nog steeds door de school gebruikt. Het gebouw is inmiddels volledig vernieuwd, maar de oorspronkelijke gevel is behouden gebleven. Toevoegingen aan het oorspronkelijke gebouw zijn bijvoorbeeld de Oranjevleugel en het techniekpaviljoen. De school is in het eerste schooljaar gestart met twaalf leerlingen. 

## Internationalisering
De school is in 2001 gestart met internationalisering. Deze houdt in dat er een programma ontwikkeld is dat leraren en leerlingen in contact brengt met scholen in het buitenland. Dit gebeurt in de vorm van uitwisselingen of andere contacten, bijvoorbeeld via e-mailprojecten. In het kader van internationalisering is de school in 2002 begonnen met het aanbieden van tweetalig vwo. Hiervan zijn in 2008 de eerste zestien leerlingen (van de oorspronkelijke 36) geslaagd. Sinds 2022 biedt de school in alle niveaus tweetalig onderwijs aan. De school noemt zich KSG Wereldcollege.

## Alumni
- Albert Alberts, schrijver[1]
- Devran Alkas, journalist
- Steven Berghuis, voetballer [2]
- Léon van Bon, wielrenner, fotograaf[1][2]
- Jurn Booltink, trampolinespringer
- Corine Dorland, wielrenster, veldrijdster, mountainbikester en BMX 'ster[2]
- G.L. Durlacher, schrijver, socioloog[1]
- Léon Haan, atleet[2]
- Anton Hildebrand, kinderboekenauteur[1]
- Piet de Jong, politicus[3]
- Jan Kromkamp, voetballer[1][2]
- Gert-Jan Liefers, atleet[2]
- Anton Pannekoek, astrofysicus[1]
- Mark Schenning, voetballer[2]
- Kees Schilperoort, presentator en cabaretier[1]
- Govert Steen, Engelandvaarder[1]
- Annemieke Vermeulen, politica
- Floris de Vries, golfer[2]
- Heike (Ko) Wierenga, politicus[1]
- Uğur Yıldırım, voetballer[2]
- Harriët Freezer, feministisch schrijfster en journalist
- Erik Mesie, zanger